# کوزوووکا (استان لوبلین)
کوزوووکا (به لهستانی:  Kozłówka) یک روستا در لهستان است که در گمینا کامیونکا واقع شده‌است. کوزوووکا  ۸۲۰ نفر جمعیت دارد.